# Dicranella ligulifolia
Dicranella ligulifolia är en bladmossart som beskrevs av Jean Édouard Gabriel Narcisse Paris 1896. Dicranella ligulifolia ingår i släktet jordmossor, och familjen Dicranaceae. Inga underarter finns listade i Catalogue of Life.